# NIC-74
La NIC-74  es una importante carretera nacional clasificada como troncal principal en Nicaragua. Esta vía comienza en el Sur en la Avenida de la Laguna en Masatepe en el departamento de Masaya y culmina en el Norte en la NIC-4B en Nindirí, departamento de Masaya.

## Extensión
Con una extensión de 6,38 millas (10,3 km), la NIC-74 juega un rol clave en la conectividad y transporte de la región.